# Norská mincovna
Norská mincovna (norsky Det Norske Myntverket, anglicky Mint of Norway) vznikla v roce 1686 pod názvem Královská mincovna a je druhou nejstarší mincovnou v Norsku. Později vlastnily 50 % podíl, dva soukromé subjekty - Finská mincovna a skupina Samlerhuset Group BV. V roce 2015 se stala skupina Samlerhuset Group BV 100% vlastníkem. Norská mincovna emituje veškeré oběžné mince pro Norsko, ale také pro sousední země. Zabývá se též ražbou pamětních medailí různých specifikací, mimo jiné také pro český a slovenský trh. Norská mincovna využívá k ražbě pouze certifikované zlato, tedy kov, který byl vytěžen a vykoupen pouze od ověřených dodavatelů za férových podmínek a s ohledem na udržitelnost životního prostředí. Norská mincovna je ve světě známá především díky medailím, které každoročně razí pro laureáty Nobelovy ceny.

## Historie mincovny
Královská mincovna vznikla v roce 1686 jako součást Kongsbergských stříbrných dolů, které byly objeveny v roce 1623. Jejím cílem bylo razit stříbrné mince. Stříbro bylo původně posíláno do Dánska a ražba byla řízena z Kodaně. Pro snížení nákladů byla zřízena mincovna v pevnosti Akershus v Oslu. V roce 1806 byla mincovna uzavřena, veškeré zařízení prodáno nebo posláno do mincovny v Kodani a prostory prodány místnímu průmyslníkovi, který investoval do výroby zbraní. Kvůli nedostatku mincí v oběhu, který byl způsoben válkou se sousedním Švédskem (1808 – 1809), však byla ražba mincí znovu obnovena. Od roku 1816 řídilo mincovnu norské ministerstvo financí, které ji v roce 1962 převedlo pod vedení Centrální banky Norska, která se stala jejím jediným majitelem. 
V roce 2003 prodala Centrální banka Norska veškeré své akcie dvěma soukromým společnostem, které získaly každá 50 % akcií. Těmi společnostmi byly Finská mincovna a skupina Samlerhuset Group BV. V roce 2004 došlo ke změně názvu společnosti z Královské mincovny na Norskou mincovnu.

## Produkce mincovny
Oficiální emise mincí, ražených v Norské mincovně, jsou typické značkou železného kladiva, které odkazuje na její více než 300letou tradici v oboru mincovnictví. Kromě norských oběžných mincí se mincovna zaměřuje především na ražbu numismatů pro síť svých sesterských společností zabývajících se distribucí pamětních a investičních mincí a medailí v Evropě (i v České republice, prostřednictvím Národní Pokladnice). Nejstarší dochovaná medaile z této mincovny byla vyražena v roce 1704 při příležitosti návštěvy krále Frederika IV. ve stříbrných dolech v Kongsbergu. Norská mincovna také více než 100 let razí medaile udělované laureátům Nobelovy ceny, které jsou od roku 2015 raženy z certifikovaného zlata.